# Belkau
Belkau gehört zur Ortschaft Schernikau und ein Ortsteil der Stadt Bismark (Altmark) im Landkreis Stendal in Sachsen-Anhalt.

## Geographie
Belkau, ein Straßendorf mit Kirche, liegt 2½ Kilometer nördlich von Schernikau und 8 Kilometer nordwestlich der Kreisstadt Stendal in der Altmark.
Nachbarorte sind Darnewitz im Westen, Schinne im Nordwesten, Neuendorf am Speck im Nordosten, Peulingen im Osten und Schernikau im Süden.

## Geschichte

### Mittelalter bis Neuzeit
Das Dorf wurde erstmals 1283 als villa Belkowe erwähnt, als Nikolaus von Gardelegen, Bürger zu Stendal, Einnahmen aus dem Dorf für einen Altar der Marienkirche in Stendal stiftete. 1287 wurden Schenkungen aus Belkowe an das Domstift Stendal von den Markgrafen Otto IV. und Konrad bestätigt. 1360 hieß das Dorf villa Belkou. Im Landbuch der Mark Brandenburg von 1375 hieß das Dorf Belkow und umfasste 34 Hufen. 1600 hatte die Kirche in Belkow einen silbernen vergoldeten Kelch, der zu klein war.
Weitere Nennungen sind 1687 Belckow und 1804 Belckau, Belckow, Dorf mit Schmiede und Windmühle.
Von 1921 bis 1951 war das Dorf an die Bahnstrecke Peulingen–Bismark angeschlossen. Die Höchstgeschwindigkeit auf der Strecke betrug 10 km/h.
Bei der Bodenreform wurden 1945 ermittelt: 14 Besitzungen unter 100 Hektar hatten zusammen 629 Hektar, eine Kirchenbesitzung umfasste 2 Hektar Land, genau wie eine Gemeindebesitzung.
Im Jahr 1953 entstand die erste Landwirtschaftliche Produktionsgenossenschaft, die LPG Typ III „Aufbau“.

### Herkunft des Ortsnamens
Heinrich Sültmann führt die Ortsnamen 1287 belkowe, 1375 belkow, 1409 belkou zurück auf den slawischen Eigennamen „Bel“ für „der Weiße“ und die Endung „-kowe“ für „Behausung“. Übersetzt heißt der Ort also „Haus des Weißen“. Aleksander Brückner leitet den Namen vom altslawischen Wort „bêlь“ für „weiß“ ab.

### Archäologie
Etwa zwei Kilometer südöstlich des Dorfes verläuft am Burggraben „Der Mittelwall“, der Rest einer Landwehr, die als Bodendenkmal unter Schutz steht.
Im Jahre 2007 entdeckte ein ehrenamtlicher Bodendenkmalpfleger nahe bei Belkau ein rätselhaftes Menschenfigürchen, eine Miniaturfigur aus Bronze, die er dem Landesmuseum für Vorgeschichte in Halle (Saale) übergab. Eine Untersuchung ordnete den Fund dem Frühmittelalter zu. Er könnte in die Zeit zwischen 5. und 7. oder zwischen 8. und 11. Jahrhundert fallen.

### Eingemeindungen
Ursprünglich gehörte das Dorf zum Stendalischen Kreis der Mark Brandenburg in der Altmark. Zwischen 1807 und 1813 lag der Ort im Landkanton Stendal im Distrikt Stendal auf dem Territorium des napoleonischen Königreichs Westphalen. Ab 1816 gehörte die Gemeinde zum Landkreis Stendal.
Bei der Gebietsreform vom 25. Juli 1952 kam Belkau in den neu entstandenen Kreis Stendal im Bezirk Magdeburg. Am 1. Juli 1973 wurde die Gemeinde Belkau aus dem Kreis Stendal in die Gemeinde Schernikau eingemeindet.
Seit der Eingemeindung von Schernikau in Bismark (Altmark) am 1. Januar 2010 gehört der Ortsteil Belkau zur neu entstandenen Ortschaft Schernikau und zur Stadt Bismark (Altmark).

### Einwohnerentwicklung

#### Gemeinde
| Jahr | Einwohner |
| ---- | --------- |
| 1734 | 124       |
| 1772 | 129       |
| 1790 | 104       |
| 1798 | 117       |
| 1801 | 132       |
| 1818 | 112       |
| 1840 | 133       |
| 1864 | 137       |
| 1871 | 138       |
| 1885 | 165       |

| Jahr | Einwohner |
| ---- | --------- |
| 1892 | [00]180   |
| 1895 | 183       |
| 1900 | [00]167   |
| 1905 | 181       |
| 1910 | [00]160   |
| 1925 | 236       |
| 1939 | 184       |
| 1946 | 375       |
| 1964 | 241       |
| 1971 | 255       |

Quelle, wenn nicht angegeben, bis 1971:

#### Ortsteil
| Jahr | Einwohner |
| ---- | --------- |
| 1992 | [00]146   |
| 1999 | [00]155   |
| 2010 | [00]139   |
| 2018 | [00]117   |
| 2020 | [00]122   |
| 2021 | [00]122   |
| 2022 | [0]119    |
| 2023 | [0]120    |

## Religion

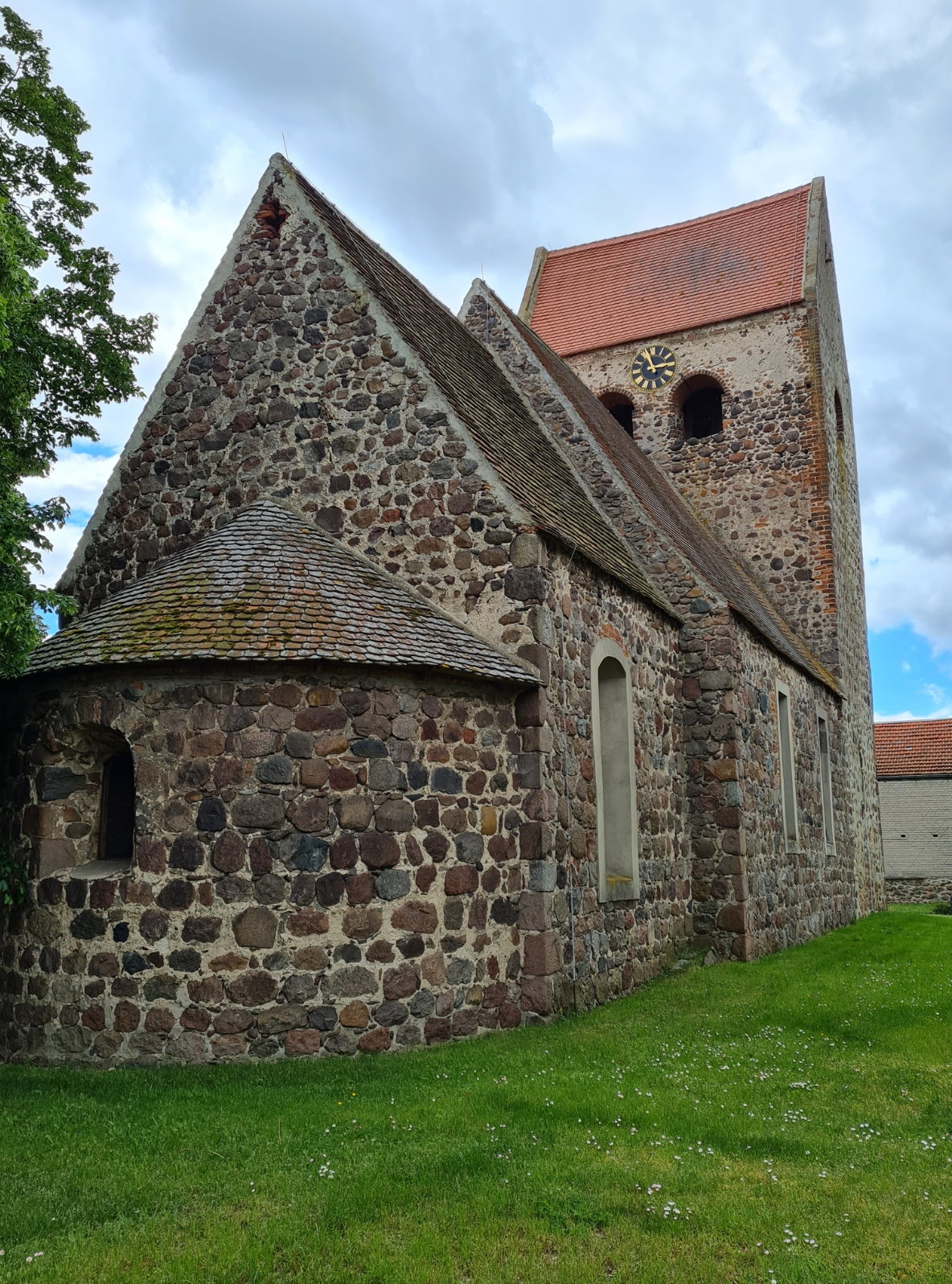
Dorfkirche Belkau

Die evangelische Kirchengemeinde Belkau, die früher zur Pfarrei Schinne gehörte, wird heute betreut vom Pfarrbereich Möringen-Uenglingen im Kirchenkreis Stendal im Bischofssprengel Magdeburg der Evangelischen Kirche in Mitteldeutschland.

## Kultur und Sehenswürdigkeiten

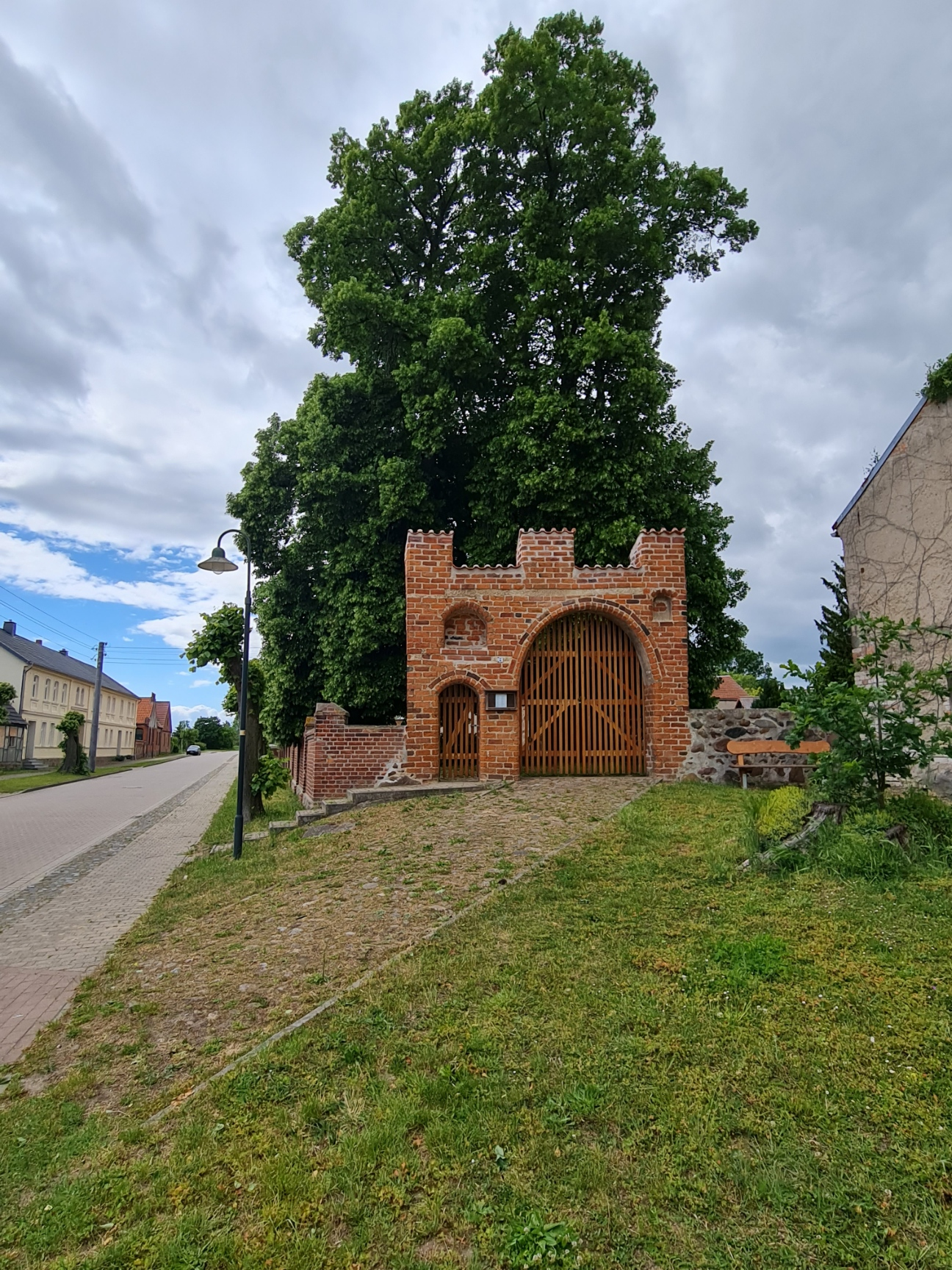
Friedhofsportal Belkau

- Die evangelische Dorfkirche Belkau, kleiner romanischer Feldsteinsaal, wurde Ende des 12. Jahrhunderts errichtet. 1922 wurde eine Orgel eingebaut. Eine Bronzeglocke von 1490, Durchmesser 1,12 Meter, stammt vom niederländischen Glockengießer Gerhard van Wou.[24]
- Die Kirche steht auf dem Ortsfriedhof, der mit einer Feldsteinmauer umgeben ist, die teilweise durch eine Backsteinmauer ersetzt ist.
- Ein Bauernhof im Dorf steht unter Denkmalschutz.